# Diseño danés

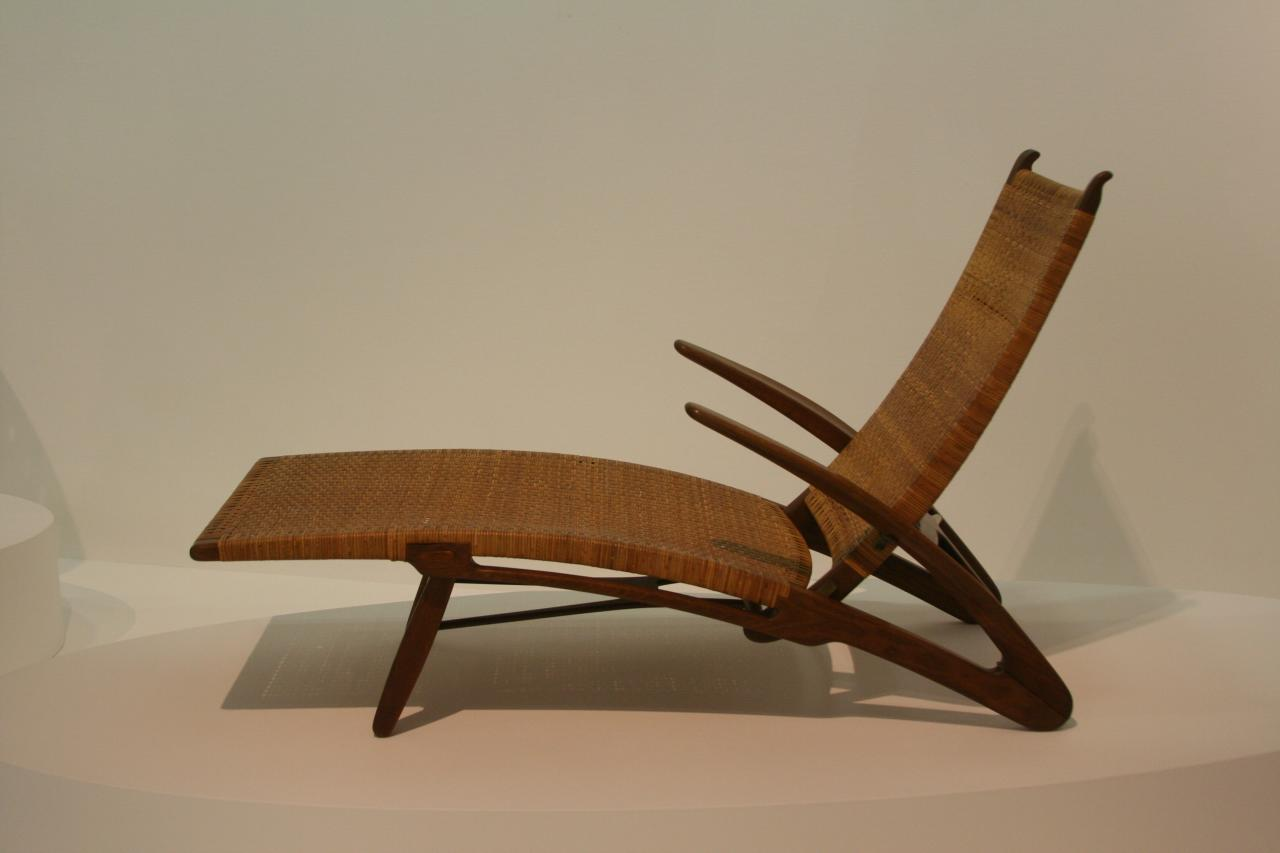
Silla de Hans Wegner en el Centro Pompidou, París

El diseño danés es un estilo de diseño y arquitectura funcional que se desarrolló a partir de mediados del siglo XX. Influido por la escuela alemana de la Bauhaus, muchos de los diseñadores daneses utilizaron las nuevas tecnologías industriales, combinándolas con conceptos como la simplicidad y el funcionalismo para diseñar edificios, muebles y objetos domésticos, muchos de los cuales se han convertidos en iconos del diseño y aún siguen siendo usados y producidos. Algunos ejemplos notables son la Silla Egg (de Arne Jacobsens), las lámparas PH (de Poul Henningsen) y la Casa de la Ópera de Sídney (de Jørn Utzon) (Australia).
Conjuntamente con el diseño sueco, noruego, finés e islandés, forman el llamado internacionalmente diseño nórdico.

## Diseñadores
Entre los más exitosos diseñadores asociados con el concepto se encuentran: Kaare Klint (1888-1854), Børge Mogensen (1914-1972), Finn Juhl (1912-1989), Hans Wegner (1914-2007), Arne Jacobsen (1902-1971), Poul Kjærholm (1929-80), Poul Henningsen (1894-1967) y Verner Panton (1926-1998).
Otros diseñadores notables incluyen Kristian Solmer Vedel (1923-2003) en el área de diseño industrial, Jens Harald Quistgaard (1919-2008) en cuanto al mobiliario y utensilios de cocina, Gertrud Vasegaard (1913-2007) en la cerámica, y Ole Wanscher (1903-85) y su visión clásica del diseño de muebles.

## Historia

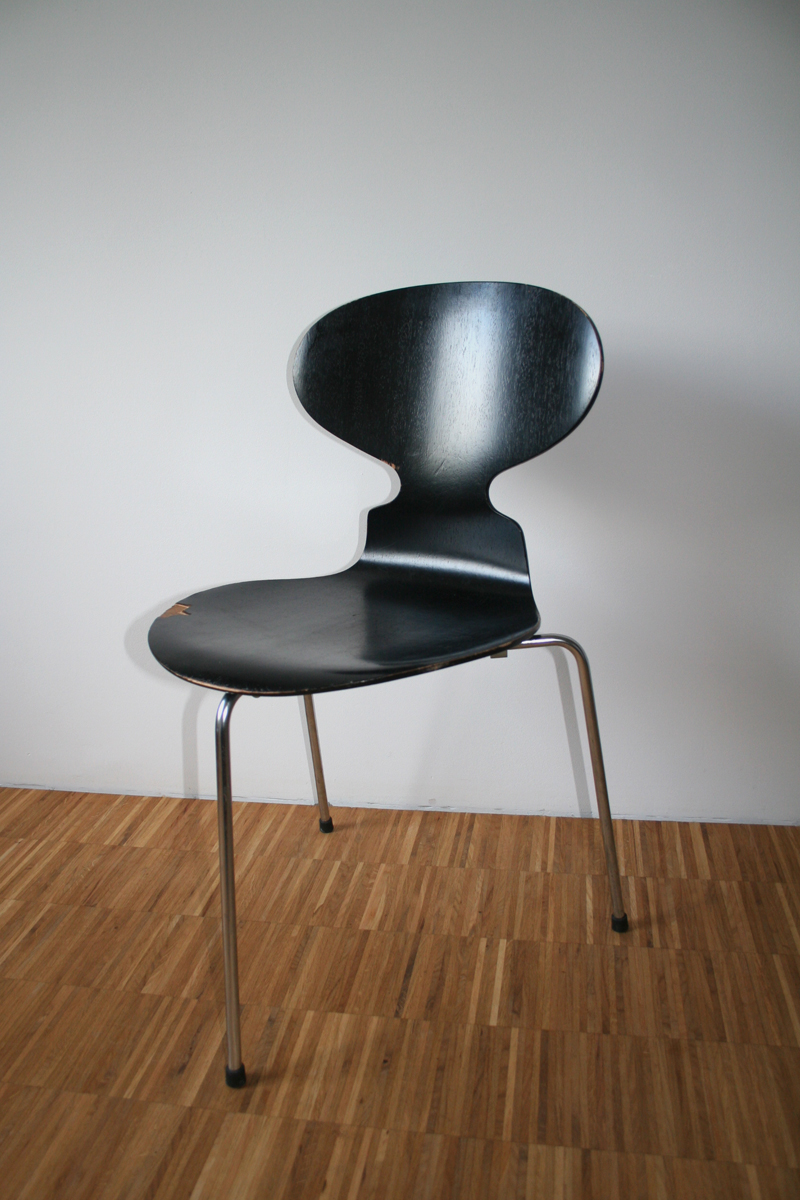
La Silla Ant de Arne Jacobsen, 1951

El Canon Cultural Danés recoge los primeros trabajos de Thorvald Bindesbøll (1846-1908) en los campos de la cerámica, joyería, encuadernación, trabajo de la plata y mobiliario; sin embargo, éste es conocido en el resto del mundo por haber creado el logotipo de Carlsberg (1904), que todavía es utilizado hoy en día. El Canon también incluye a Knud V. Engelhardt (1882-1931) por su visión más industrial del diseño, sobre todo gracias a los bordes redondeados de su modelo de tranvía eléctrico, que fueron ampliamente copiados. En el área del diseño textil, Marie Gudme Leth (1895-1997) importó en Dinarmarca la técnica de la  de serigrafía, abriendo una fábrica en 1935 que permitió manufacturar sus patrones coloridos a escala industrial.
A finales de los años 1940, poco después del final de la Segunda Guerra Mundial, las condiciones en Dinamarca eran las ideales para el auge del diseño. El énfasis estaba puesto sobre el mobiliario, pero la arquitectura, la joyería en plata, la cerámica, el vidrio y el diseño de textiles también se beneficiaron de esta tendencia. La industrialización tardía de Dinamarca, junto con una tradición de artesanía de alta calidad alta constituyeron la base de un progreso gradual hacia producción industrial.  Después del fin de la guerra, los europeos estaban dispuestos a encontrar soluciones novedosas como el mobiliario en madera ligera de Dinamarca. Por último, el hecho de que Dinamarca apoyara la libertad de expresión individual también ayudó a la causa.
La restablecida Escuela de Mobiliario de la Real Academia de Bellas Artes de Dinamarca también tuvo un rol considerable en el desarrollo del diseño de mobiliario. Kaare Klint enseñaba el funcionalismo basado en el tamaño y las proporciones de los objetos, ejerciendo una influencia considerable. Hans J. Wegner, que había recibido una formación de fabricante de gabinetes, aportó una concepción única del diseño de la forma, especialmente en el diseño de sillas.
Como director del estudio de estudio colaborativo de diseño de mobiliario FDB, Børge Mogensen diseñó objetos simples y robustos de mobiliario para la familia danesa media. Finn Juhl mostró un planteamiento individualista del diseño de sillas con un aspecto atractivo pero funcional.
A principios de los años 1950, los estadounidenses Charles y Ray Eames diseñaron y fabricaron sillas de madera moldeada y tubos de acero. Estas animaron a Arne Jacobsen para diseñar su Silla Ant, famosa en el mundo entero, la primera silla fabricada industrialmente en Dinamarca.
Poul Kjærholm, Verner Panton y Nanna Ditzel siguieron su ejemplo unos cuantos años más tarde, continuando la exitosa historia del diseño danés. Kjærholm trabajó principalmente el acero y el cuero, Panton se fue de Dinamarca durante los años 1960 para continuar diseñando sillas de plástico imaginativas pero muy poco convencionales, mientras que Nanna Ditzel, que también tenía un estilo individualista, tuvo éxito contribuyendo a renovar el diseño de mobiliario danés durante los años 1980.

## Tendencias modernas

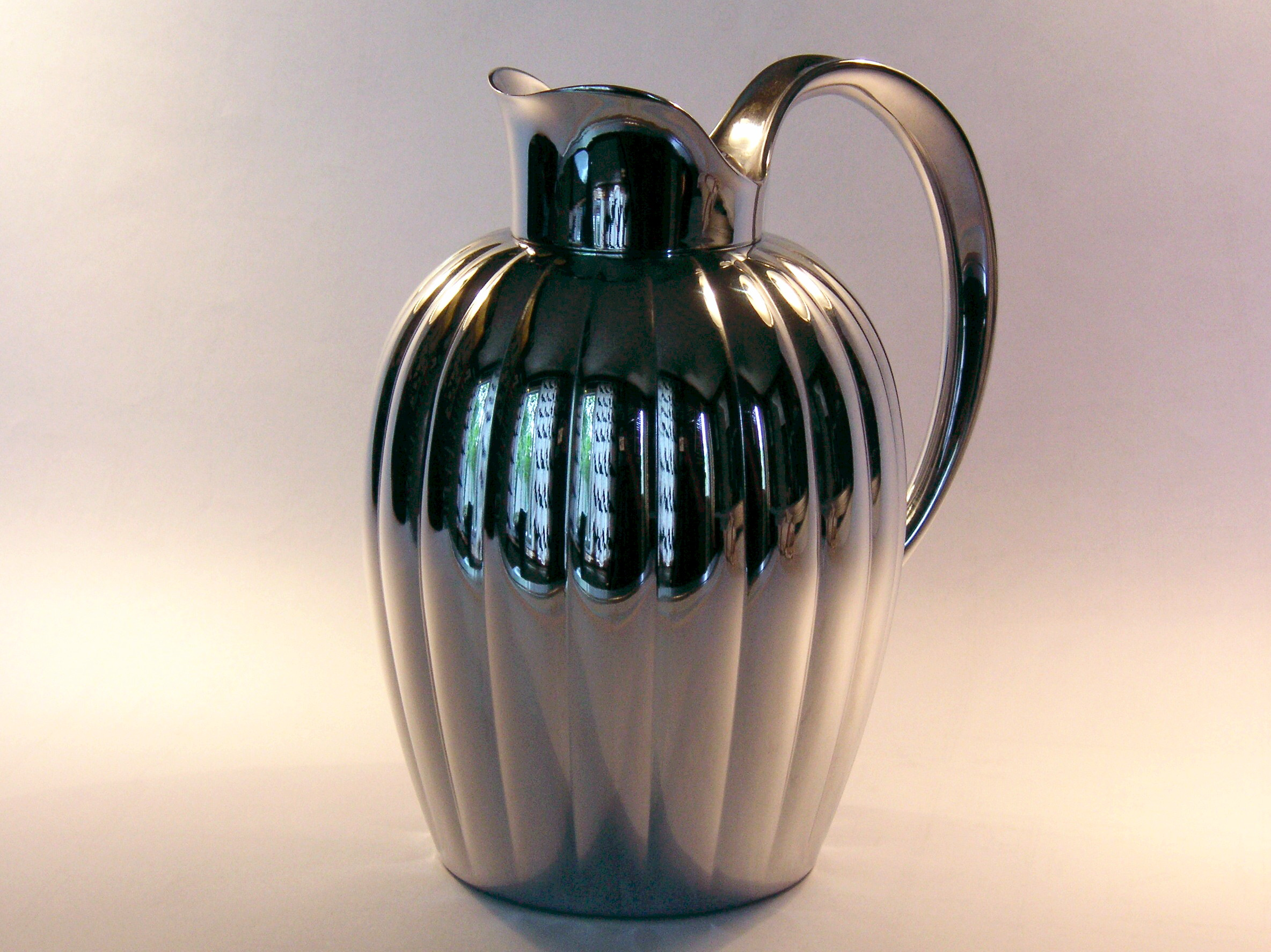
Jarra-termo de Bernadotte, 2004

El diseño de mobiliario danés no consiguió hacer ninguna contribución importante en los años 1970 y 1980. En cambio, los diseñadores industriales comenzaron a prosperar, gracias a la aplicación de ciertos principios básicos: diseño centrado en el usuario, respeto de los materiales y atención en los detalles.
El estudio Bernadotte & Bjørn, fundado en 1950, fue el primero en especializarse en diseño industrial, con un énfasis en las máquinas de oficina, los electrodomésticos y los artículos funcionales, como la jarra-termo. El fabricante de electrónica Bang & Olufsen, en colaboración con Bernadotte & Bjørn y luego con Jacob Jensen y David Lewis, fue el que llevó el diseño moderno a la excelencia. En el mismo periodo, la compañía Stelton colaboró con Arne Jacobsen y Erik Magnussen para producir su conocido frasco de vacío, que fue un enorme éxito internacional.
Otro campo en el que el diseño danés ha tenido éxito es la tecnología médica. Compañías de diseño danés como 3PARTE, Designit y CBD han trabajado en esta área con diseñadores individuales como Steve McGugan y Anders Smith.
Hoy en día, existe una gran atención al diseño en Dinamarca, ya que la industria aprecia cada vez más la importancia de diseño en el entorno empresarial. Además, como parte de su política comercial e industrial, el Gobierno danés ha lanzado la iniciativa DesignDenmark, que tiene como objetivo reposicionar el país en la élite del diseño internacional.

## Arquitectura

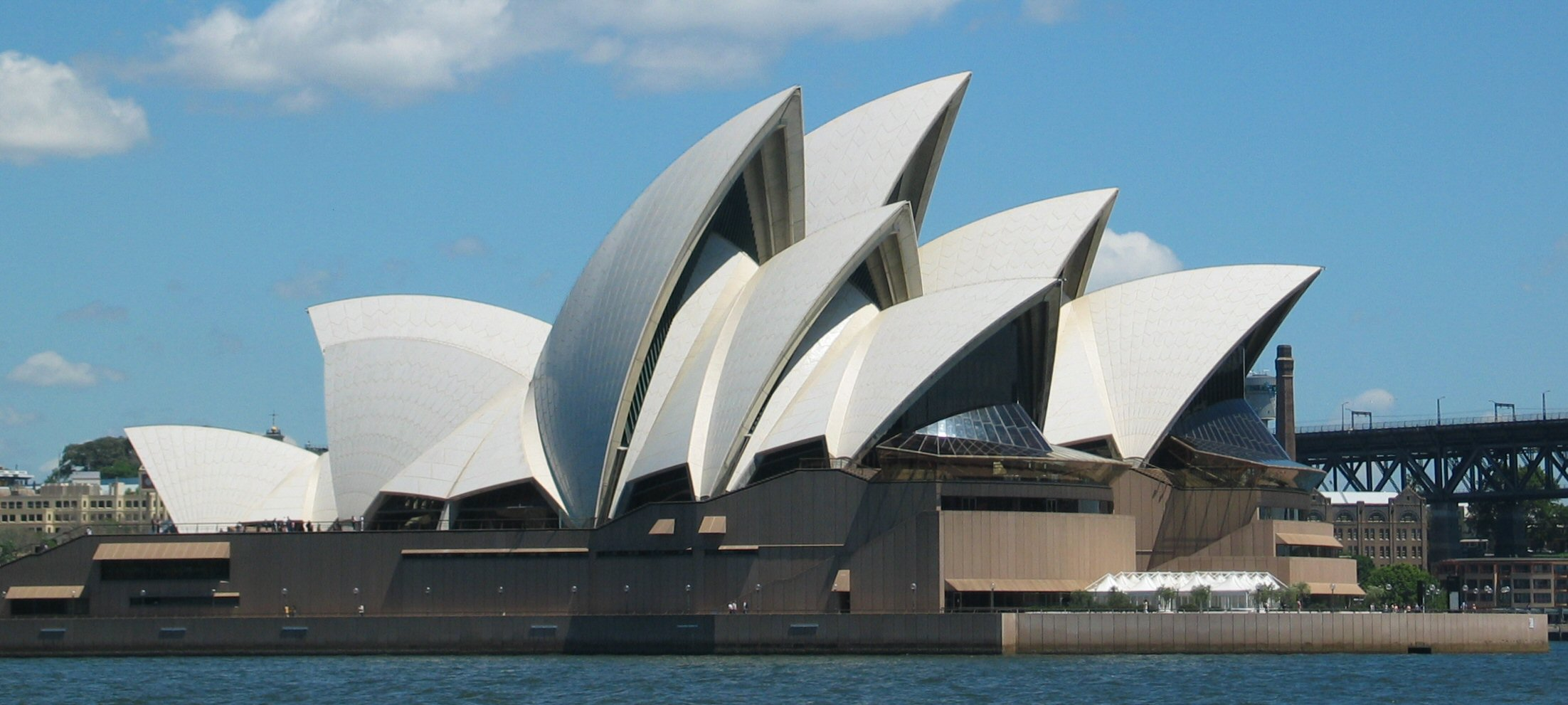
La Casa de la Ópera de Sídney, Jørn Utzon, 1973

La arquitectura moderna también ha contribuido a definir el diseño danés.
Arne Jacobsen no fue solo un diseñador de muebles sino también uno de los arquitectos principales de su tiempo. Entre sus proyectos con más éxito se cuentan el teatro y restaurante Bellevue, Klampenborg (1936), el ayuntamiento de Århus (con Erik Møller, realizado entre 1939-42) y el Radisson SAS Royal Hotel (realizado entre 1958-60).
Jørn Utzon (1918-2008), el arquitecto más reconocido de Dinamarca, es recordado por su expresionista Casa de la Ópera de Sídney (1966) y la posterior Iglesia de Bagsværd (1976) con su techo ondulado de hormigón.
Henning Larsen (b. 1925) es el arquitecto que diseñó la moderna Ópera de Copenhague en la isla de Holmen, que fue finalizada en 2005.

## Logros recientes
Hoy en día, el concepto de diseño danés prospera en un número creciente de campos. Algunos de sus éxitos recientes son:
- El Museo de Arte Moderno de Nueva York ha elegido amueblar 95 % de su nueva casa (diseñada por Yoshio Taniguchi) con mobiliario de la compañía de diseño danés GUBI.
- El supercoche danés Zenvo ST1.[11]
- La suite de accesorios para mujer Evita Peroni, que presenta unas 300 tiendas en 30 países.

## Museos
- El Museo danés de Arte y de Diseño de Copenhague expone muchos de los artefactos asociados con el diseño danés, sobre todo muebles.
- El Museo de Arte Moderno de Nueva York también tiene una gran colección de diseño danés.[12]
- El Centro de Diseño danés en el centro de Copenhague presenta exposiciones permanentes y temporales dedicadas a la promoción del diseño danés.